# Sadako Ogataová
Sadako Ogataová (nepřechýleně Sadako Ogata, japonsky 緒方 貞子, Ogata Sadako; 16. září 1927 Tokio – 22. října 2019 Tokio) byla japonská odbornice, vysokoškolská učitelka a úřednice. Byla vysokou komisařkou OSN pro uprchlíky v letech 1991 až 2001.
Narodila se v Tokiu a promovala na Univerzitě posvátného srdce, studovala na univerzitě Georgetown University a v roce 1963 získala titul Ph.D. na Kalifornské univerzitě v Berkeley. Později přednášela mezinárodní právo na Univerzitě Sophia.

## Vyznamenání
- Řád přátelství – Rusko, 23. října 2000 – udělil prezident Vladimir Putin za velký přínos k posílení míru a přátelství[1]
- velkokříž Řádu zásluh o Italskou republiku – Itálie, 13. listopadu 2000[2]
- komandér Řádu čestné legie – Francie, 2001
- velký záslužný kříž Záslužného řádu Spolkové republiky Německo – Německo, 2001
- velkodůstojník Norského královského řádu za zásluhy – Norsko, 2001
- Řád kultury – Japonsko, 2003[3]
- velkodůstojník Řádu prince Jindřicha – 17. května 2005[4]
- velkodůstojník Řádu Lakandula – Filipíny, 20. září 2006[5]
- velkodůstojník Řádu dynastie Oranžsko-Nasavské – 2008
- Řád přátelství mezi národy – Kyrgyzstán, 2011
- čestná dáma-komandérka Řádu svatého Michala a svatého Jiří – Spojené království, 2011[6]
- komtur I. třídy Řádu polární hvězdy – Švédsko, 2001
- stuha Řádu aztéckého orla – Mexiko, 2013[7]
- velkokříž Řádu Sikatuna – Filipíny, 14. prosince 2013[8]
- velkokříž Řádu Rio Branco – Brazílie, 2017[9]